# Antypiwka
Antypiwka (ukr. Антипівка) – wieś na Ukrainie, w obwodzie czerkaskim, w rejonie złotonoskim. W 2001 liczyła 865 mieszkańców, spośród których 837 posługiwało się językiem ukraińskim, 26 rosyjskim, a 2 białoruskim.